# 馬克仁231
馬克仁231（Markarian 231，UGC 8058）是亞美尼亞布拉堪天文台於1969年的紫外線輻射巡天中發現的星系。該星系屬於第一型西佛星系，距離地球5億8,100萬光年。它有一個已知最接近我們的似星體，並且在2015年被證明是強大的活躍星系核，存在該星系中心的實際上可能是雙黑洞。

## 特性
這個星系現在正在精力充沛的星爆。已經發現由活耀恆星形成的核環，其形成恆星的速率約為每年100倍太陽質量。該星系由於中心黑洞吸積效應，是紅外線超量最強烈的星系之一。並且該星系的似星體是已知距離地球最近的。它是與中心有能量釋出的黑洞共生的超亮紅外線星系，並且是已知最鄰近的類星體。
2015年，一項研究計畫宣布在該星系中心有個質量為太陽1.5億倍的黑洞，還有一個質量為太陽4百萬倍的伴星黑洞。並且兩個黑洞互相環繞的軌道週期為1.2年。

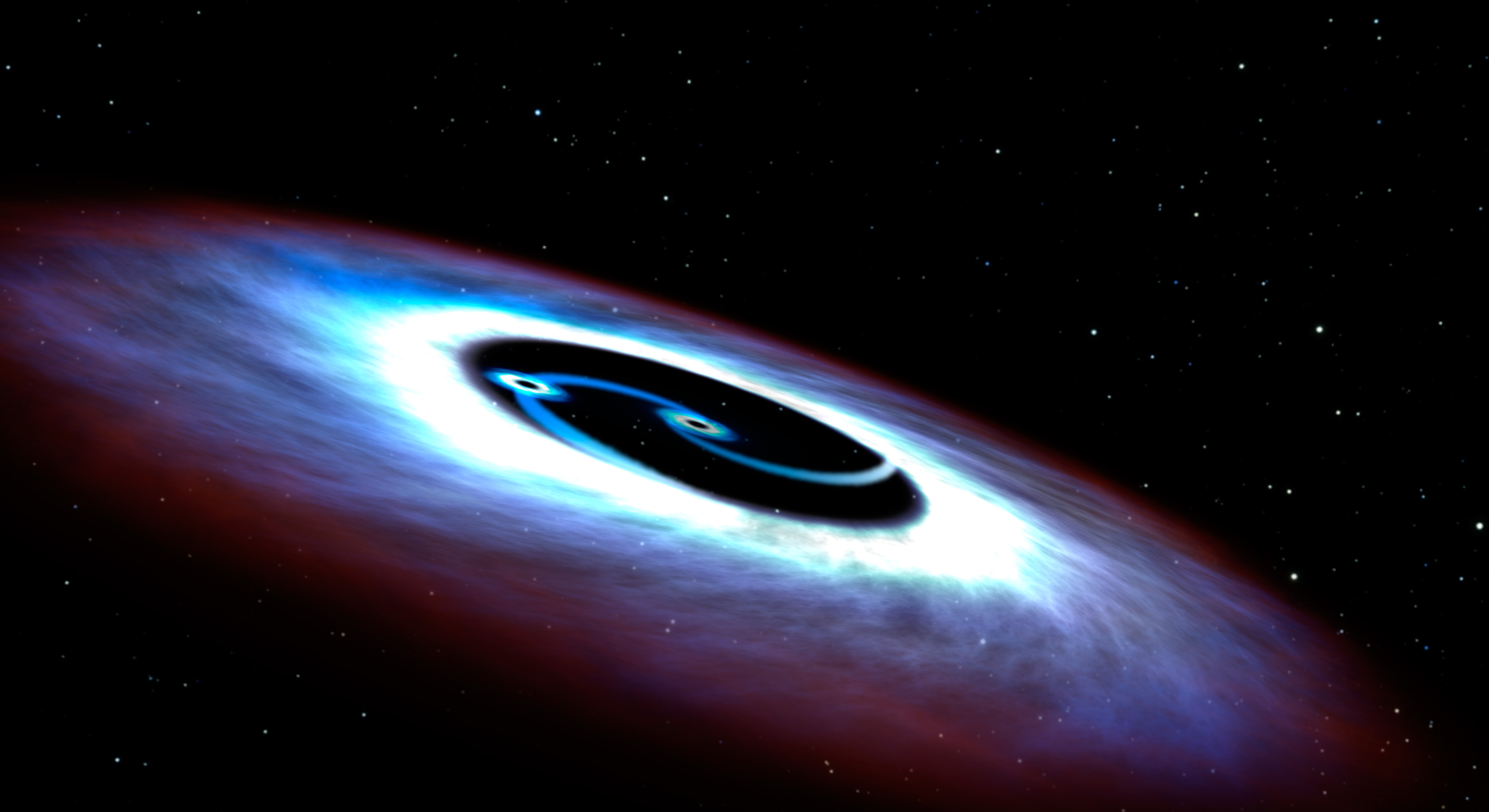
藝術家概念下的雙黑洞。

## 外部連結
- Markarian 231 at ESA （页面存档备份，存于）
- SpaceRef  Feb 23, 2011 [] Quasar's Belch Solves Longstanding Mystery, from Gemini North Observatory, ApJ March 2011, to be published.
- Chang-Shuo Yan, Youjun Lu, Xinyu Dai, and Qingjuan Yu. "A probable milli-parsec supermassive binary black hole in the nearest quasar MRK 231" 2015 August 14 The Astrophysical Journal, Vol. 809, Iss. 2 doi:10.1088/0004-637X/809/2/117
- http://www.cnn.com/2015/08/31/us/double-black-hole-nasa-hubble-feat/ （页面存档备份，存于）
- http://www.dailymail.co.uk/sciencetech/article-3216925/Quasar-powered-TWO-monster-black-holes-spotted-Whirling-binary-reveals-clues-galaxies-merge.html （页面存档备份，存于）
- http://www.sci-news.com/astronomy/science-supermassive-binary-black-hole-markarian231-03180.html （页面存档备份，存于）
- http://dso-browser.com/dso/info/UGC/8058 （页面存档备份，存于）